# Karl Heinrich Ulrichs
Karl-Heinrich Ulrichs (Aurich, 28 de agosto de 1825 - L'Aquila, 14 de julio de 1895) fue un activista alemán de los derechos de los homosexuales, pionero del movimiento LGBT.

## Infancia y juventud
Nacido en Aurich, en la época parte del Reino de Hanóver, en el noroeste de Alemania. Ulrichs recordaba que de niño llevaba ropa de niña, prefería jugar con niñas y quería ser una niña. Su primera experiencia homosexual fue en 1839 a la edad de 14 años, en el transcurso de una corta relación con su instructor de equitación. Se graduó en derecho y teología en la Universidad de Gotinga en 1846. De 1846 a 1848 estudió historia en la Universidad de Berlín, escribiendo su disertación (en latín) sobre la Paz de Westfalia.
De 1849 a 1857 Ulrichs trabajó como asesor legal oficial para el juzgado de distrito de Hildesheim en el Reino de Hanóver. Tuvo que dejar su trabajo en 1859 para evitar un proceso que podría llevarlo a la cárcel.

## Activista para la reforma sexual

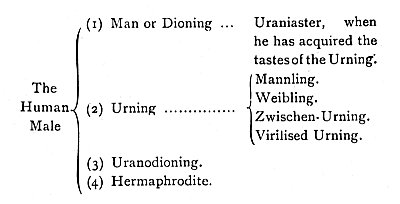
Clasificación del Uranismo en A Problem in Modern Ethics (1891) de John Addington Symonds.

En 1862, Ulrichs comunicó a su familia y amigos que era uranista y comenzó a escribir bajo el seudónimo Numa Numantius. Sus primeros cinco ensayos, recogidos como Forschungen über das Räthsel der mannmännlichen Liebe (Estudios sobre el misterio del amor masculino), explicaban que tal amor era natural y biológico, resumido en la frase anima muliebris virili corpore inclusa («una psique femenina atrapada en un cuerpo masculino»). En estos ensayos, Ulrichs crea varios neologismos para describir las diferentes orientaciones sexuales e identidades de género, palabras entre las que se incluye Urning para un hombre que desea a otros hombres y Dioning para los hombres que desean a mujeres. Estos términos hacen referencia a una sección de El Banquete de Platón, en el que se discuten dos tipos de amor, simbolizados por una Afrodita nacida de un hombre (Urano) y una Afrodita nacida de una mujer (Dione). Ulrichs también creó las palabras para los correspondientes femeninos (Urninde, para la mujer homosexual), además de para los bisexuales e intersexuales. Pronto comenzó a publicar bajo su nombre real (posiblemente el primero en salir del armario) y escribió una declaración de apoyo legal y moral para un hombre arrestado por delito de homosexualidad.
En la década de 1860, Ulrichs se desplazó por Alemania, siempre escribiendo y publicando, y siempre con problemas con la ley — aunque siempre por sus afirmaciones, y no por delitos sexuales. En 1864 sus libros fueron prohibidos y confiscados por la policía de Sajonia. Más tarde, lo mismo pasó en Berlín y sus obras fueron prohibidas en toda Prusia. Algunos de estos papeles han sido encontrados en los archivos nacionales de Prusia e iban a ser publicados en 2004. Varias de las obras más importantes de Ulrichs han sido reimpresas, tanto en alemán como en traducción inglesa.
Ulrichs era un patriota de Hanóver, y cuando Prusia anexó este estado en 1866 fue encarcelado brevemente por oponerse al gobierno prusiano. Al año siguiente abandonó Hanóver para siempre y se trasladó a Múnich. Allí, el 29 de agosto de 1867, Ulrichs se convirtió en el primer homosexual en declararlo públicamente en un discurso ante el Congreso de Juristas Alemanes en Múnich, donde solicitó una resolución para la eliminación de las leyes en contra de los homosexuales (artículo 143 del código penal prusiano). Lo abuchearon hasta que tuvo que callar. Más tarde viviría en Wurzburgo y Stuttgart. Dos años más tarde, en 1869, el escritor austriaco Karl-Maria Kertbeny crea la palabra homosexual y a partir de la década de 1870 el tema de la orientación sexual (como se diría en la actualidad) comenzó a ser discutido ampliamente.

## Exilio en Italia

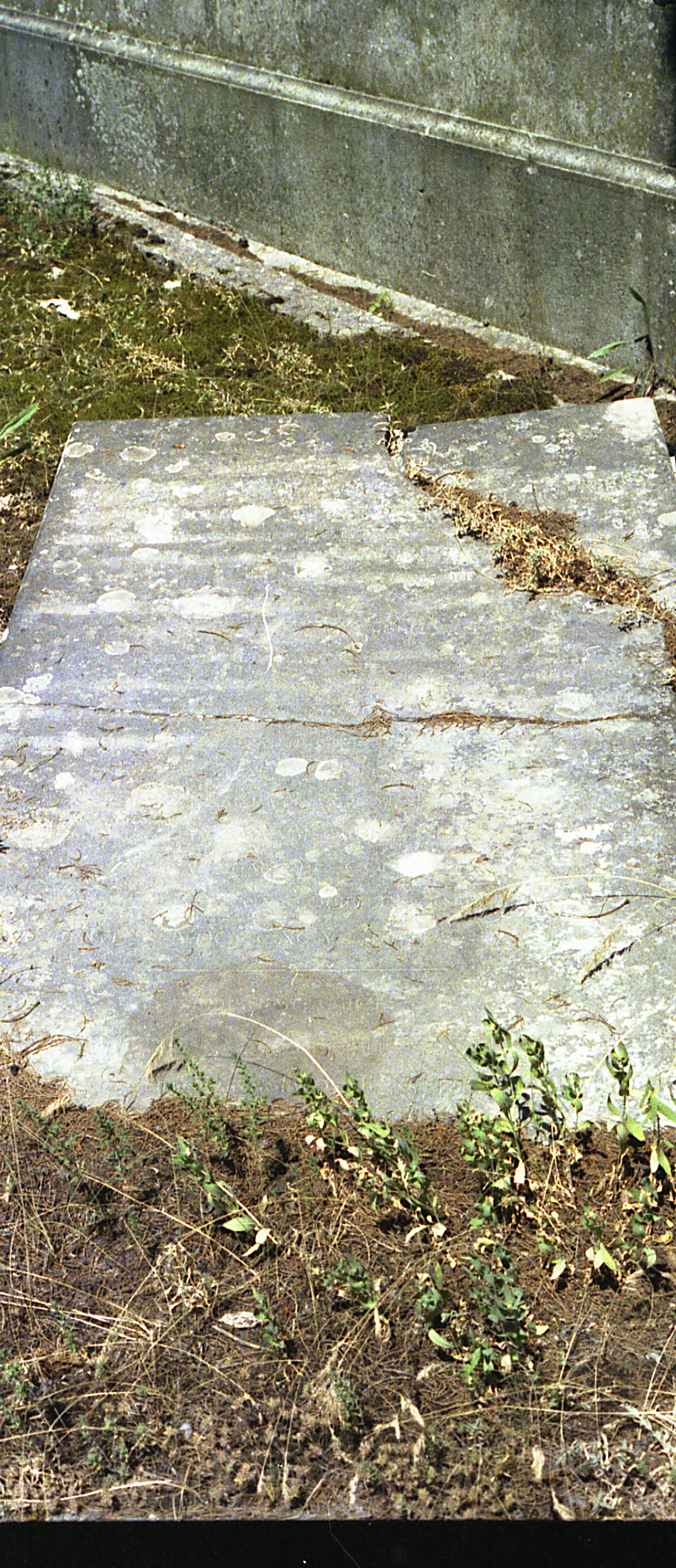
Lápida de Ulrichs en L'Aquila en 1988 antes de su restauración.

En 1879, Ulrichs publicó el duodécimo y último libro de su Estudios sobre el misterio del amor masculino. Con mala salud y sintiendo que había hecho todo lo que había podido en Alemania, se exilia por voluntad propia en Italia. Viaja por el país durante varios años antes de asentarse en L'Aquila, donde mejoró su salud.
Continuó escribiendo y publicando sus obras (en alemán y latín) pagando él mismo los costes. En 1895 recibió un diploma honorífico de la Universidad de Nápoles. Poco después murió en L'Aquila. Su epitafio dice (en latín) «Exiliado y pobre». «Pobre» fue probablemente una licencia poética. Ulrichs vivió en L'Aquila como invitado de un terrateniente local, el marqués Niccolò Persichetti, que dio el discurso en el funeral. Al final del discurso 

Pero con nuestra pérdida, oh Karl Heinrich Ulrichs, la fama de tus obras y tu virtud no desaparecerán... pero, mientras la inteligencia, la virtud, la cultura, la perspicacia, la poesía y la ciencia sean cultivadas en esta tierra y sobrevivan la debilidad de nuestros cuerpos, mientras la noble prominencia del genio y el conocimiento sean premiados, nosotros y aquellos que vengan detrás de nosotros derramarán lágrimas y esparcirán flores en tu venerada tumba.

Al final de su vida, Ulrichs escribió: 

Hasta el día de mi muerte, miraré hacia atrás con orgullo por haber encontrado la valentía para enfrentarme cara a cara al espectro que por tiempo inmemorial ha estado inyectando veneno en mí y en hombres de mi naturaleza. Muchos han sido llevados al suicidio porque toda su felicidad en la vida estaba  contaminada. De verdad, estoy orgulloso de haber encontrado la fuerza para dar el golpe inicial a la hidra del desprecio público.

Olvidado durante muchos años, Ulrichs se ha convertido en una figura de culto en Europa.    Hay calles que llevan su nombre en Múnich, Bremen, Hanóver y Berlín. Su cumpleaños es señalado todos los años por una fiesta callejera muy animada y una lectura de poesía en la Karl-Heinrich-Ulrichs-Platz de Múnich. La ciudad de L'Aquila ha restaurado su tumba y se realiza un peregrinaje anual al cementerio. Los defensores de los derechos de los homosexuales posteriores han sido conscientes de la deuda que tenían con Ulrichs. Magnus Hirschfeld menciona a menudo a Ulrichs y su obra en su Die Homosexualität des Mannes und des Weibes (La homosexualidad del hombre y la mujer, 1914). La International Lesbian and Gay Law Association presenta cada tres años el Premio Karl Heinrich Ulrichs en su memoria.

## Araxes
Publicado en 1870, el Araxes. Ruf nach der Befreiung der Urningsnatur vom Strafgesetz. (Araxes. Llamada a la liberación de la naturaleza del urning de la ley penal.) es notable por su parecido al discurso moderno del movimiento LGBT:
El urning, también, es una persona. Él, también, por lo tanto, tiene derechos inalienables. Su orientación sexual es un derecho establecido por la naturaleza. Los legisladores no tienen ningún derecho a vetar la naturaleza; ningún derecho a perseguir la naturaleza en el curso de su trabajo; ningún derecho a torturar a criaturas vivas que están sujetas a esos impulsos que la naturaleza les dio.
El urning también es un ciudadano. Él, también, tiene derechos civiles; y de acuerdo a esos derechos, el estado tiene ciertos deberes que cumplir también. El estado no tiene el derecho de actuar por capricho o por el placer de la persecución. El estado no está autorizado, como en el pasado, a tratar a los urnings como si estuvieran fuera de la ley.
Está claro que los legisladores tienen el derecho a hacer leyes que contengan expresiones del deseo urning, al igual que los legisladores tienen el poder de legislar sobre el comportamiento de todos los ciudadanos. Así, pueden prohibir a los urnings:
(a) la seducción de menores masculinos;

(b) la violación de los derechos civiles (por la fuerza, amenaza, abuso de personas inconscientes, etc.);

(c) la indecencia pública.

La prohibición de la expresión del deseo sexual, es decir, entre adultos que consienten y en privado, queda fuera de la esfera legal. Cualquier base para la persecución legal es insuficiente en este caso. Los legisladores no pueden hacerlo debido a los derechos humanos y el principio de estado constitucional. El legislador no puede hacerlo por las leyes de la justicia, que impiden aplicar un doble estándar. Mientras que el urning respete los puntos (a), (b), y (c) más arriba, el legislador no podrá prohibir que siga los designios de la ley natural a la que está sujeto.
Dentro de estos parámetros, el amor urning no es en ningún caso un crimen real. Todos los indicadores faltan. Incluso no es vergonzoso, decadente o malvado, simplemente porque es el cumplimiento de una ley natural. Está reconocido como uno de los múltiples crímenes imaginarios que han plagado los libros de leyes de Europa, para vergüenza de las personas civilizadas. Criminalizarlo parece, por lo tanto, una injusticia perpetrada oficialmente.
Simplemente porque el urning es desgraciadamente una minoría pequeña, no se puede dañar sus derechos inalienables y sus derechos civiles. La ley de la libertad en el estado constitucional también debe considerar sus minorías.
Y no importa lo que hayan hecho los legisladores en el pasado, la ley de la libertad no conoce límites.
Los legisladores deberían abandonar la esperanza de desarraigar el impulso sexual urning en cualquier momento. Incluso las ardientes hogueras en las que quemaron a los urnings en siglos anteriores no pudieron conseguirlo. Incluso amordazarlos y atarlos fue inútil. La batalla contra la naturaleza es una sin visos de victoria. Incluso el gobierno más poderoso, con todos sus medios de coerción que pueda emplear, es demasiado débil contra la naturaleza. Por otra parte, el gobierno puede controlar la batalla. El razonamiento y la consciencia del sentido moral de los mismos urning ofrece al gobierno una cooperación completa hacia ese objetivo.